# Parbaba Dolok
Parbaba Dolok is een bestuurslaag in het regentschap Samosir van de provincie Noord-Sumatra, Indonesië. Parbaba Dolok telt 675 inwoners (volkstelling 2010).